# Epirrhoe nigrata
Epirrhoe nigrata är en fjärilsart som beskrevs av Hans Rebel 1910. Epirrhoe nigrata ingår i släktet Epirrhoe och familjen mätare. Inga underarter finns listade i Catalogue of Life.